# Cyathea lewisii
Cyathea lewisii är en ormbunkeart som först beskrevs av Morton och Proctor, och fick sitt nu gällande namn av George Richardson Proctor. Cyathea lewisii ingår i släktet Cyathea och familjen Cyatheaceae. Inga underarter finns listade.